# Michel Algisi
Michel Algisi (16 de abril de 1950) es un deportista francés que compitió en judo. Ganó tres medallas de bronce en el Campeonato Europeo de Judo entre los años 1973 y 1976.

## Palmarés internacional
| Campeonato Europeo | Campeonato Europeo    | Campeonato Europeo | Campeonato Europeo |
| Año                | Lugar                 | Medalla            | Categoría          |
| ------------------ | --------------------- | ------------------ | ------------------ |
| 1973               | Madrid (España)       | Medalla de bronce  | –63 kg             |
| 1974               | Londres (Reino Unido) | Medalla de bronce  | –63 kg             |
| 1976               | Kiev (URSS)           | Medalla de bronce  | –63 kg             |